# سوووو (استان لوبوسکی)
سوووو (به لهستانی:  Sułów) یک روستا در لهستان است که در گمینا ژپین واقع شده‌است. سوووو ۲۶۰ نفر جمعیت دارد.